# Scopula ochreofusa
Scopula ochreofusa là một loài bướm đêm trong họ Geometridae.